# 弗拉瓦库尔
弗拉瓦库尔（法語：Flavacourt，法語發音：[flavakuʁ]）是法国瓦兹省的一个市镇，属于博韦区。

## 地理
弗拉瓦库尔（49°20'6"N, 1°49'15"E）面积18.51 平方千米，位于法国上法蘭西大區瓦兹省，该省份为法国北部内陆省份，北起索姆省，西接厄尔省和滨海塞纳省，南至塞纳-马恩省和瓦兹河谷省，东临埃纳省。
与弗拉瓦库尔接壤的市镇（或旧市镇、城区）包括：布唐库尔、勒库德赖圣热尔梅、埃南库尔莱阿日、埃普特河畔埃拉尼、拉朗代勒、塞里方丹、勒沃曼、拉博斯、特里堡。

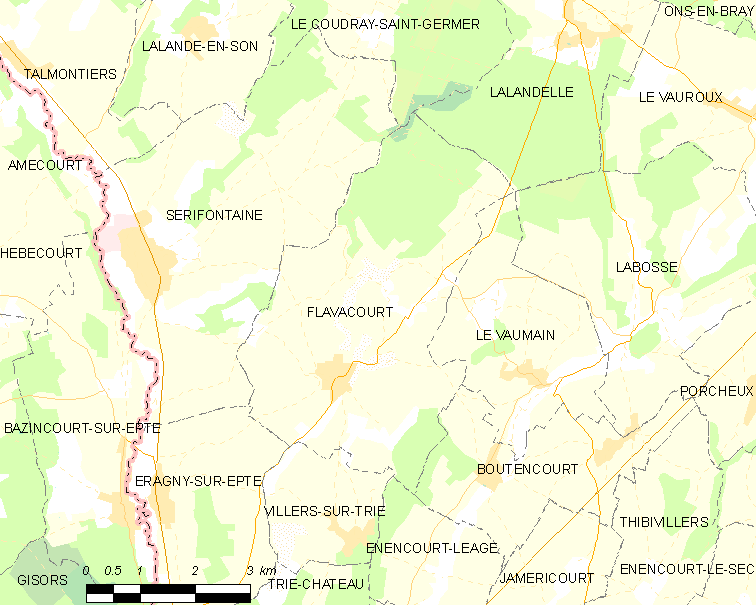
弗拉瓦库尔的OSM定位图

弗拉瓦库尔的时区为UTC+01:00、UTC+02:00（夏令时）。

## 行政
弗拉瓦库尔的邮政编码为60590，INSEE市镇编码为60235。

## 政治
弗拉瓦库尔所属的省级选区为博韦第二县。

## 人口

1962-2008年间弗拉瓦库尔人口变化图示

弗拉瓦库尔于2022年1月1日时的人口数量为677人。